# CS Știința Bacău
CS Știința Bacău este un club de handbal feminin din Bacău, România, care până în sezonul 2009-2010 a evoluat în Liga Națională feminină de handbal. Știința Bacău s-a clasat la sfârșitul sezonului pe locul 14, așa că a fost retrogradată în liga secundă a României, Divizia A.

## Lotul de jucătoare
| Nr | Nume                     | Naționalitate | Poziție                   |
| -- | ------------------------ | ------------- | ------------------------- |
| 12 | Elena Gârțu Bogdan       | România       | Portar                    |
| 16 | Ramona Elena Angheluță   | România       | Portar                    |
| 2  | Mirela Vîlcu             | România       | Pivot                     |
| 3  | Mădălina Roșu            | România       | Extremă dreapta           |
| 6  | Monica Amoagdei          | România       | Extremă stânga            |
| 8  | Laura Chiper             | România       | Extremă dreapta           |
| 9  | Georgiana Vântu-Blejușcă | România       | Extremă stânga/Centru     |
| 10 | Ioana Matei              | România       | Inter                     |
| 11 | Mihaela Niga             | România       | Inter                     |
| 13 | Lăcrămioara Cîlici       | România       | Extremă stânga            |
| 14 | Marilena Burghel         | România       | Inter                     |
| 15 | Ioana Ilișescu           | România       | Pivot                     |
| 19 | Adina Cîrligeanu         | România       | Inter dreapta/Coordonator |
| 21 | Adriana Chelaru          | România       | Centru                    |

## Banca tehnică și conducerea administrativă
| Nume         | Naționalitate | Ocupație           |
| ------------ | ------------- | ------------------ |
| Florin Grapă | România       | Președinte         |
| Ion Arsene   | România       | Antrenor principal |
| Cornel Oprea | România       | Antrenor secund    |

## Palmares
- Liga Națională: 
  - Câștigătoare (9):[2] 1979, 1980, 1982, 1983, 1984, 1985, 1986, 1987, 1992;

- Cupa României:
  -  Câștigătoare (5): 1980, 1982, 1983, 1986, 1989
  - Finalistă (4): 1985, 1987, 1988, 1990

- Liga Campionilor EHF: 
  - Finalistă (1): 1986;
  - Semifinalista : 1987;

- Cupa Cupelor EHF: 
  -  Câștigătoare (1): 1989;

## Jucătoare notabile
- Maria Török-Duca
- Gabriela Antoneanu
- Lucia Butnărașu
- Elena Ciubotaru
- Doina Copotz-Rodeanu
- Filofteia Danilof
- Lidia Drăgănescu
- Éva Gál-Mózsi
- Mariana Târcă

## Antrenori notabili
- Eugen Bartha
- Alexandru Mengoni
- Ion Gherhard

## Președinți notabili
- Olteanu Grigore